# Бад-Бедеркеза
Бад-Бедеркеза (нем. Bad Bederkesa) — коммуна в Германии, в земле Нижняя Саксония. 
Входит в состав района Куксхафен. Подчиняется управлению Бедеркеза.  Население составляет 4993 человека (на 31 декабря 2010 года). Занимает площадь 43,17 км². Официальный код  —  03 3 52 003.

## Фотографии

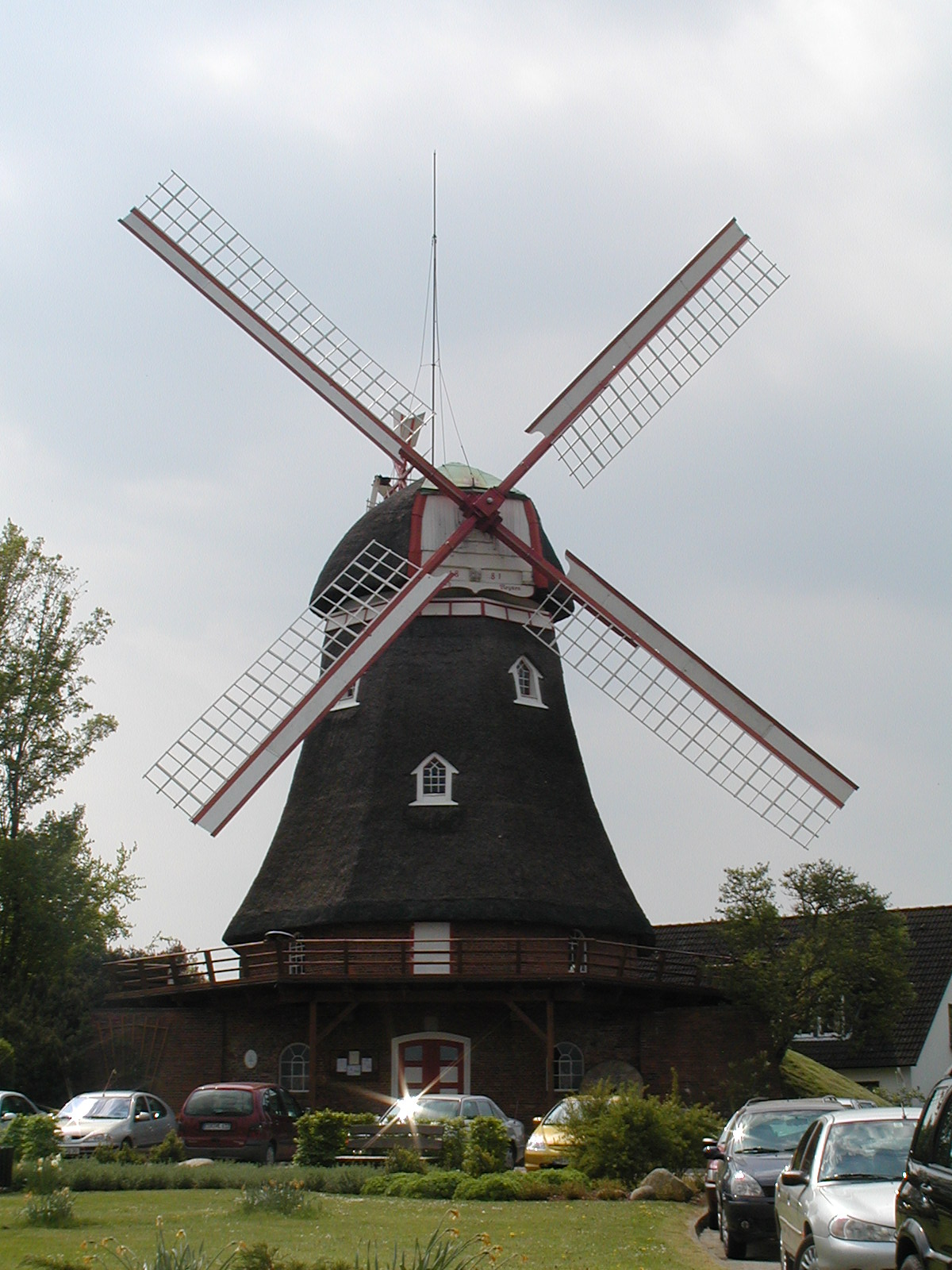
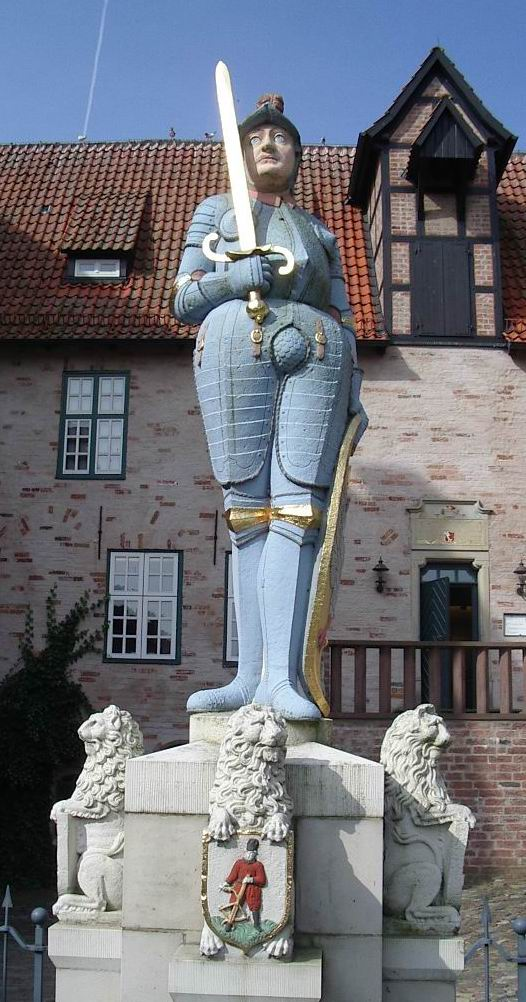
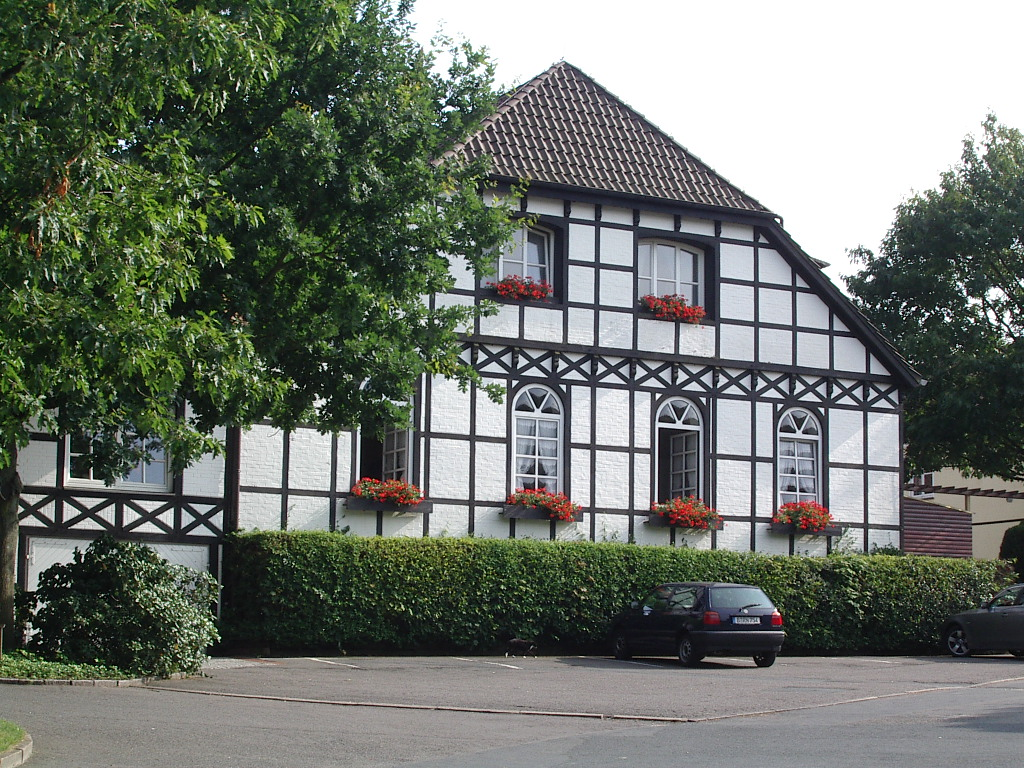
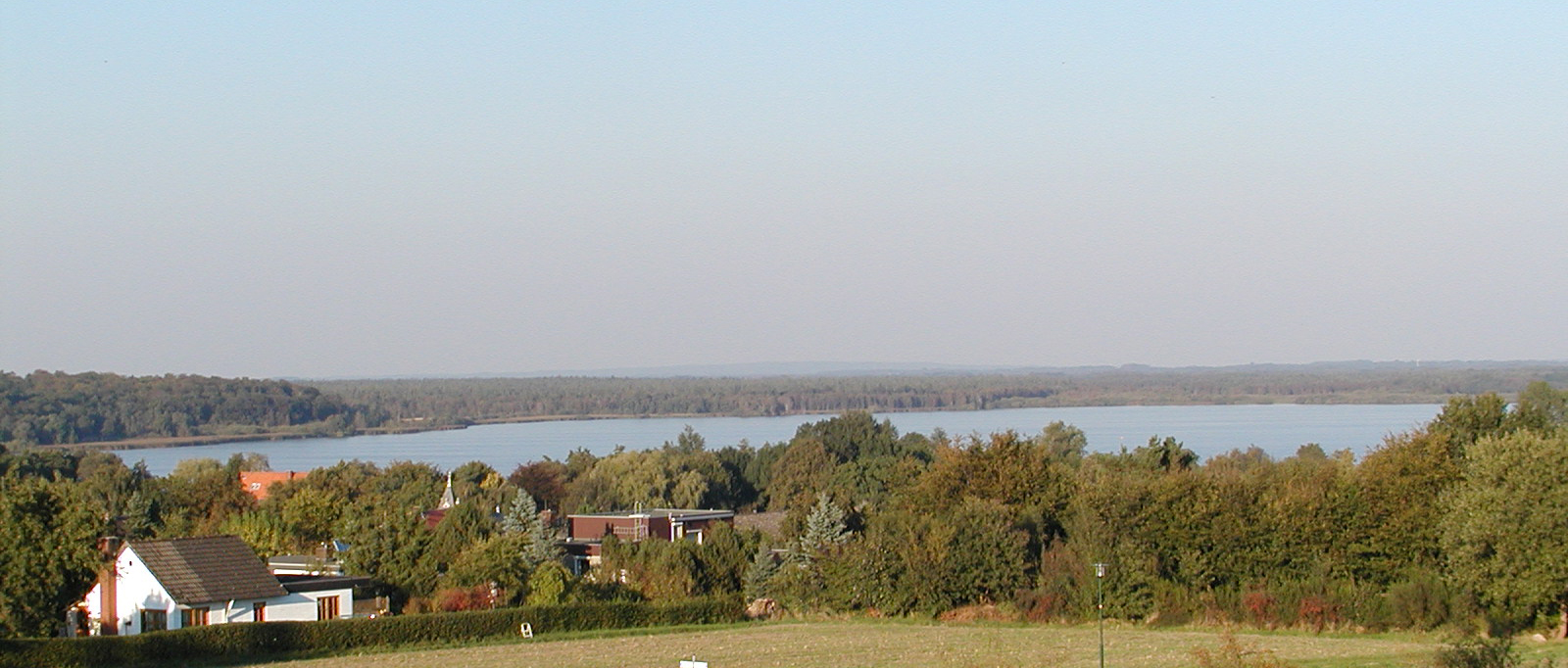
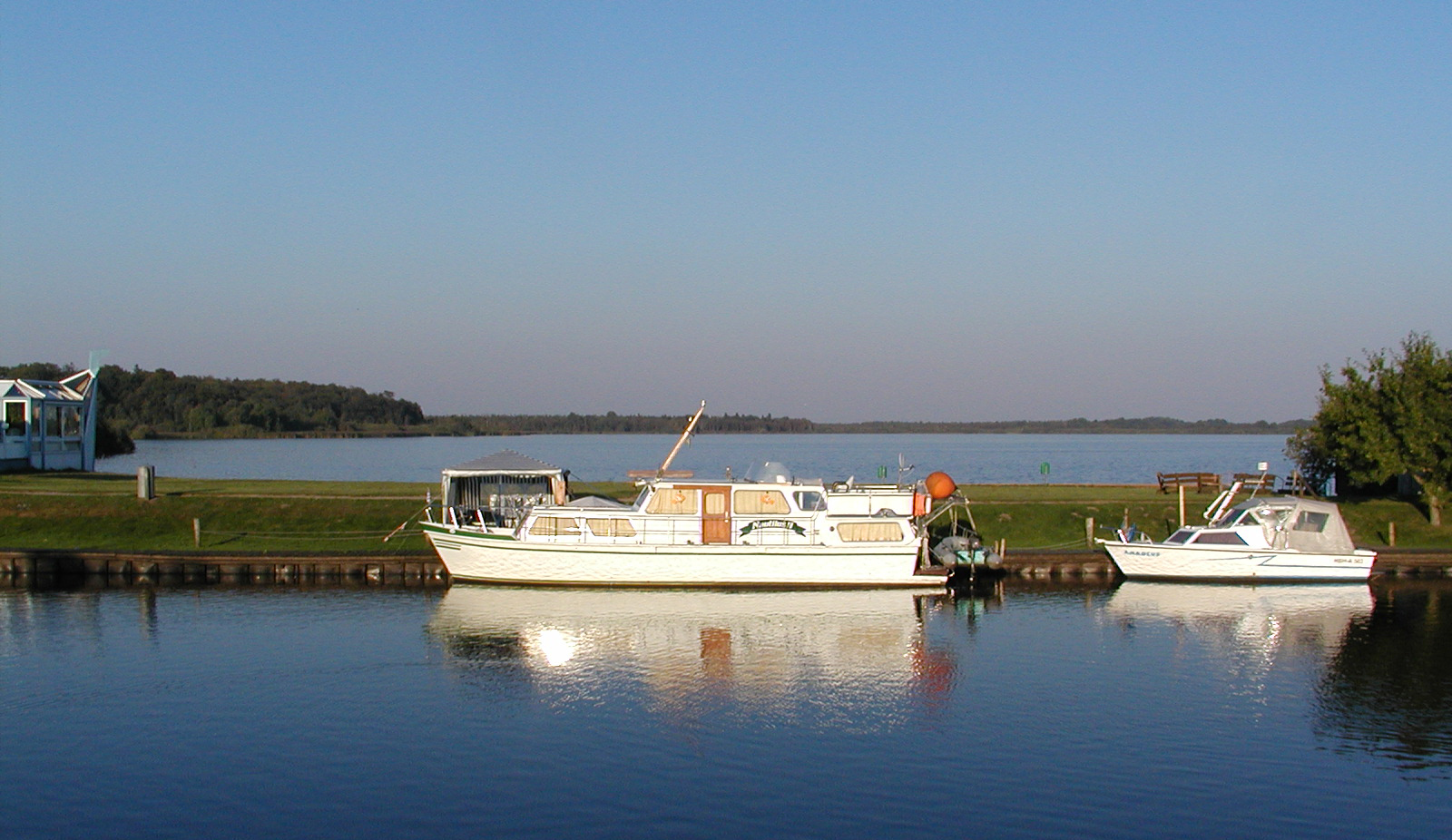
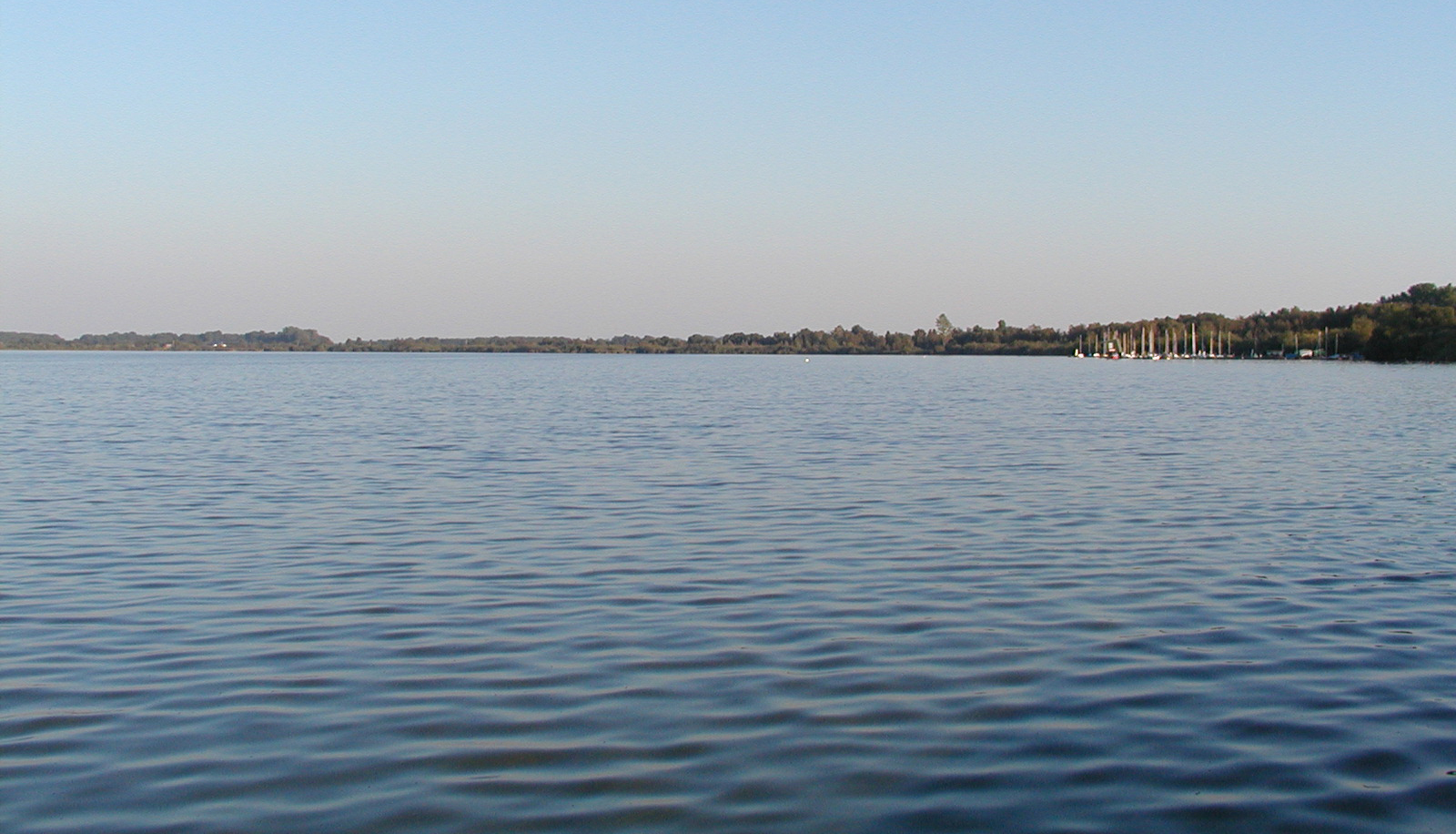